# Варкауден Палло-35
«Варкауден Палло-35» — команда по хоккею с мячом из Варкауса. Сокращённое название «ВП-35». Играет в  чемпионате Финляндии. Основана в 1935 году. Командные цвета: жёлто-чёрные. Одна из самых титулованных команд Финляндии. 16-кратный чемпион страны и многократный призёр.

## История
Клуб по хоккею с мячом из Варкауса (фин.: Warkauden Pallo-35) был создан в 1935 году. В высшем дивизионе выступает с 1937 года. Долгое время команда была лидером финского хоккея с мячом. По количеству чемпионских титулов уступает только клубу ХИФК (Хельсинки). Многие игроки защищали цвета национальной сборной.
В настоящее время клуб утратил лидерские позиции и является аутсайдером чемпионата Финляндии.

## Достижения
- Чемпион Финляндии — 16 раз (1943, 1945—1948, 1950, 1952, 1954, 1965—1967, 1971, 1993—1996)
- Серебряный призёр чемпионата Финляндии — 7 раз (1938, 1944, 1970, 1972, 1974, 1976, 1992)
- Бронзовый призёр чемпионата Финляндии — 14 раз (1939, 1951, 1953, 1955, 1963, 1968, 1969, 1975, 1990, 1997, 1999, 2003—2004, 2008)
- Финалист Кубка европейских чемпионов — 1993

## Известные игроки
- Олави Тойвонен
- Пекка Кеттунен
- Пентти «Пепе» Ëкинен
- Пааво Киури
- Паули Аувинен
- Эеро Хаутала
- Раймо Риркконен
- Эско «Эса» Холопайнен
- Сеппо Лаакконен
- Эско «Эли» Таммилехто
- Кари Туовинен
- Пертти Копонен
- Ëрма Саастамойнен
- Томми Паюкари
- Ëуни Ниссенен
- Сами Лаакконен
- Ари Холопайнен
- Виктор Шакалин